# Nieder-Wiesen
Pour les articles homonymes, voir Wiesen.
Nieder-Wiesen est une municipalité allemande située dans le land de Rhénanie-Palatinat et l'arrondissement d'Alzey-Worms. La commune est traversée par le Wiesbach.

## Source
- (de) Cet article est partiellement ou en totalité issu de l’article de Wikipédia en allemand intitulé « Nieder-Wiesen » (voir la liste des auteurs).